# Sûreté générale indochinoise

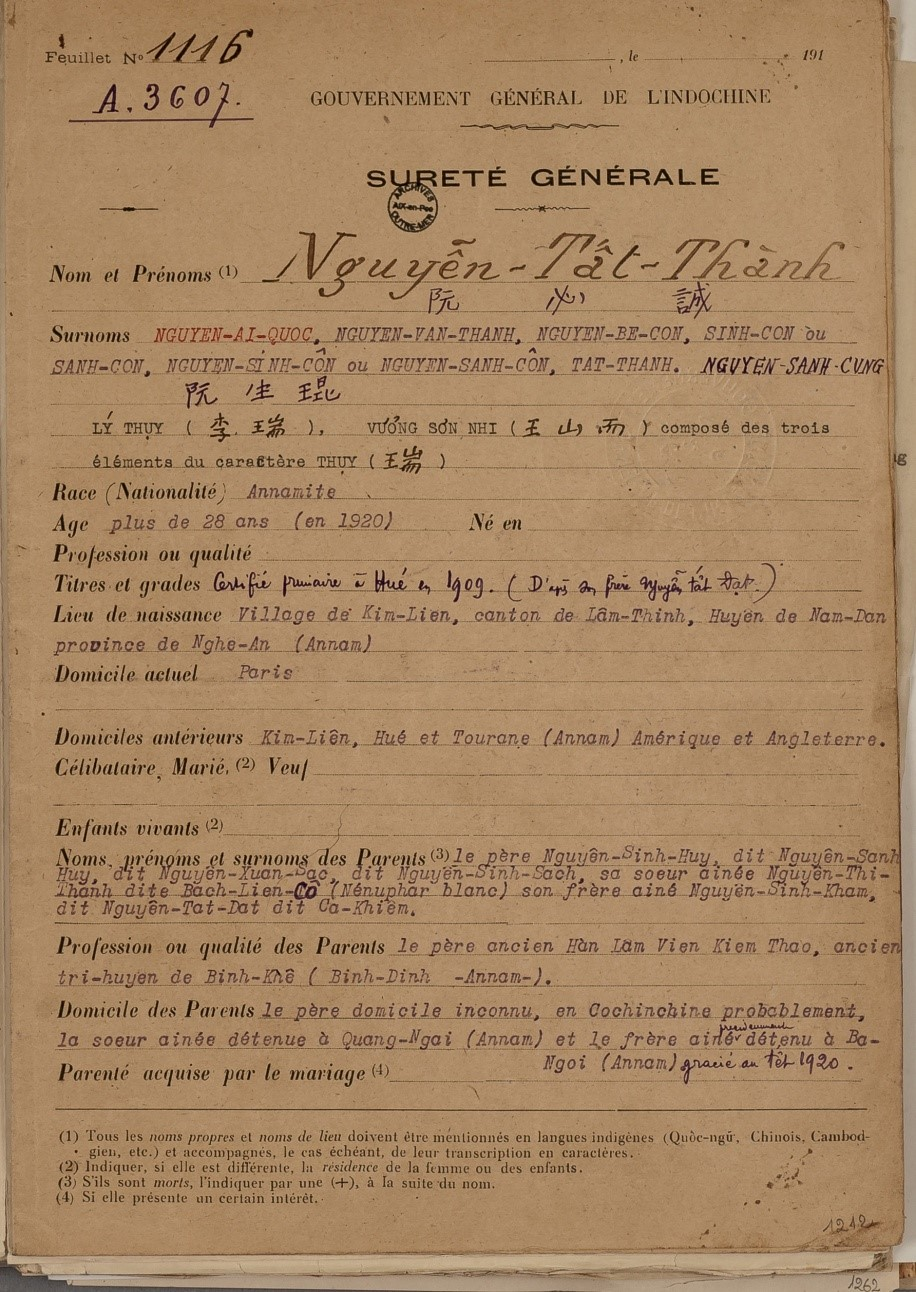
Document d'époque de la Sûreté générale indochinoise, présentant les informations d'identité d'un vietnamien.

La Sûreté générale indochinoise est un appareil répressif créé en Indochine française par le gouverneur Albert Sarraut le 28 juin 1917. Elle a en particulier pour tâche de contrer le développement du nationalisme vietnamien. 
Elle joue un rôle primordial dans l'appareil administratif colonial. Rattachée à la direction des affaires politiques créée en 1922, elle constitue le principal instrument d'information et de conception politique de la colonie. Pour autant, ses effectifs sont assez restreints, on compte 68 policiers français et 242 vietnamiens au sein de sa police politique, la Police spéciale en 1934. Cependant la qualité de son organisation lui permet de réprimer avec efficacité les adversaires du colonialisme français. Elle dispose de ramifications en Chine, au Siam et sur le territoire métropolitain ainsi que d'un important réseau d'informateurs locaux en Indochine. Son Service central de renseignements et de sûreté générale (SRSG) dispose des données des services d'identité couvrant progressivement à partir de 1897 l'ensemble des pays indochinois. Ceci permet un fichage à grande échelle par la Sûreté des prévenus, suspects, étrangers, condamnés, navigateurs et ouvriers. Le système Bertillon d'analyse biométrique est utilisé. Entre 1927 et 1928, 52000 fiches sont établies, 237000 de 1940 à 1941. Le chef du service au Tonkin signale ainsi en 1942 que « L'Indochine peut s'enorgueillir d'avoir devancé non seulement la France mais la plupart des pays d'Europe ».  La Sûreté faisait un usage courant de la torture, la gégène était en usage dans les années 1930 ainsi que d'autres méthodes de torture telles le « retournement du gésier de poulet ».
Ces actions répressives sont notamment mentionnées dans le film Indochine de Régis Wargnier, le chef de la Sureté générale y est joué par Jean Yanne.